# 非尼哈
非尼哈（希伯来语： פינחס）是大祭司亚伦的孙子，以利亚撒的儿子，年轻时在什亭出于“神圣的妒忌”抵抗毗珥异端：摩押人和米甸人用妇女诱惑以色列人去崇拜巴力毗珥。他在东正教中列为圣人，纪念日在9月2日。他的名字是古埃及名字Panehesy的希伯来语发音。

## 毗珥事件
这一事件在巴兰的故事之后。摩押头目巴勒聘请巴兰诅咒以色列人。巴兰无法诅咒他们，因为上帝将祝福以色列的话放入他的口中，于是回到自己的国家。民数记断言巴兰和毗珥事件之间有直接联系，说到摩押妇女“因巴兰的计谋，叫以色列人在毗珥的事上，对耶和华行事不忠实”。摩西下令杀死所有的拜偶像者，和以色列人全会众在会幕门口哭泣，但这时西缅支派一个宗族的首领撒路的儿子心利，公然藐视摩西，公开带回米甸首领苏珥的女儿哥斯比。这时以利亚撒的儿子非尼哈生出“神圣的忌邪”，跟随他们进去，用长矛将两人由腹中刺透。于是，以色列人中的瘟疫得以止息，那时已经有二万四千人死亡。非尼哈得到耶和华的承认，“使我的怒气从以色列人转消；因他在他们中间，以我的忌邪為心，使我不在忌邪中把他们除灭。”，因此非尼哈和他的后裔被任命了永远祭司的职任。  
基督教的启示录也表现了这种情绪。启示录描述耶稣向亚细亚七个教会中的一个说：“然而有几件事我要责备你：因为在你那里，有人持守巴兰的教训；这巴兰曾教导巴勒，将绊脚石放在以色列子孙面前，叫他们吃祭偶像之物，并且行淫乱。” 
对于这一事件有一个更详细的版本，1世纪罗马-犹太历史学家弗拉維奧·約瑟夫斯说，巴兰告诉巴勒和米甸王子，如果他们希望把邪恶带到以色列，必须使以色列人犯罪。巴兰建议他们派出最漂亮的女人，引诱以色列人崇拜偶像。这种策略获得了成功，很快就有很多以色列人受到诱惑。

## 后来的活动
非尼哈还作为祭司，拿着圣所的器皿和吹大声的号筒，参与了以色列军队对米甸的攻击。这场战役杀了米甸的五王，和比珥的儿子巴兰。根据以色列人计算总数，以色列人在远征中没有失去一名男子。 
以利亚撒的儿子非尼哈在约书亚记中再次出现。当时流便支派、迦得支派和玛拿西半支派，在约旦河以东建立了大祭坛，其余以色列人认为这将成立一个新的宗教中心，于是派非尼哈前去调查。
除了这些事件，非尼哈为与便雅悯支派战争的首席顾问。他在基督教詩篇中也受到了纪念。
按照历代志上 6:4–8，他与撒督的关系如下：非尼哈生亚比书，亚比书生布基，布基生乌西，乌西生西拉希雅，西拉希雅生米拉约；米拉约生亚玛利雅，亚玛利雅生亚希突，亚希突生撒督。
根据马加比一书，他是玛他提亚的祖先。

## 在犹太文化
Pinchas 是犹太教年度诵读摩西五经第41段的名称，开始于以利亚撒儿子的审判；上一段的结尾讲到了他的热心行为。
在希伯来语中，“一个行为像心利的人要求非尼哈的奖赏”（עושה מעשה זמרי ומבקש שכר כפנחס ）是指亵渎奖励和荣誉的伪君子。它来源于巴比伦塔木德，在那里是哈斯蒙尼国王亚历山大·詹纳乌斯。

## 反对异族通婚的解释
美国的《反异族通婚法》也引用了非尼哈和他的行为。这些法律曾在美国的几个州强制执行，直至1967年。一些基督徒身份运动（Christian Identity）团体也引用这一故事，自称为菲尼亚斯祭司（Phineas Priesthood），並声称圣经反对跨种族通婚。